# Dybhavsminedrift
Dybhavsminedrift er udvinding af mineraler på havbunden. Miner på havet sættes typisk op omkring områder med store mængder polymetalliske noduler eller hydrotermiske væld ved 1400-3700 meter under havets overflade. Vældene skaber massive sulfidaflejringer, som indeholder værdifulde metaller såsom sølv, guld, kobber, mangan, kobolt og zink. Aflejringerne hentes op enten ved hjælp af hydrauliske pumper eller spandsystemer, som tager malmen op til overfladen og forarbejder den der.
Som det er tilfældet med al minedrift, er der spørgsmål omkring hvilken betydning det har på naturmiljøet omkring sig, i dette tilfælde havmiljøet. Naturbeskyttelsesgrupper såsom Greenpeace har argumenteret for et forbud mod minedrift på havbunden af størstedelen af Jordens have på grund af risikoen for at beskadige økosystemerne på det dybe hav, og forurening med tungmetaller.